# Делавэр
Де́лавэр (Дэ́лавэр; англ. Delaware, американское произношение: [ˈdɛləwɛər] (слушать)о файле) — штат США, один из Средне-Атлантических штатов США. Расположен в северо-восточной части полуострова Делмарва. На западе и юге граничит со штатом Мэриленд, на севере — с Пенсильванией, на северо-востоке — с Нью-Джерси.
Является вторым среди наименьших по площади и шестым по малочисленности населения штатов, но занимает шестое место по его плотности. Разделён на три расположенных с севера на юг округа: Нью-Касл, Кент и Сассекс. Столица штата — город Довер.
Название штата происходит от титула Томаса Уэста, 3-го барона де ла Варра, первого колониального губернатора Виргинии. Народ Делавары — название, которое европейцы используют для обозначения народа ленапе, коренного населения долины Делавэр, также получило свое название из того же источника. Делавэр известен как «Первый штат», поскольку 7 декабря 1787 года первым из 13 колоний ратифицировал Конституцию США.

## История
До прихода европейцев территорию штата заселяли алгонкинские племена ленапе (более известные как делавары), занимавшие всю Делавэрскую равнину, и нантикоки, жившие вдоль рек, впадающих в Чесапикский залив. Делаварам, представлявшим собой оседлое общество охотников и земледельцев, были близкородственны племена манси(не путать с одноимённым народом России), населявшие побережье Гудзона.
Первыми европейцами на территории будущего штата стали нидерландцы, основавшие в 1631 году на месте современного города Льюис колонию Сванендал (с нидерл. — «Долина лебедей»). Всего год спустя все поселенцы погибли в результате конфликта с индейцами.
В 1638 году на месте современного Уилмингтона шведы под предводительством бывшего губернатора Новых Нидерландов Петера Минюи основали торговый пост и колонию Кристина — своё первое поселение в Северной Америке. Помимо шведов и голландцев, в колонизации также участвовали финны (чья страна тогда входила в состав Швеции) и немцы. В 1651 году голландцы основали в непосредственной близости от него — на территории современного Нью-Касла — форт Казимир. В мае 1654 года новый шведский губернатор Юхан Рисинг атакует поселение, гарнизон которого сдаётся без боя. Однако год спустя на этой территории высаживаются голландцы во главе с генерал-губернатором Питером Стёйвесантом, и две недели спустя Рисинг капитулирует, передав противнику все права на управление Новой Швецией, получившей в составе Новых Нидерландов широкую автономию, сохранявшуюся до 1681 года.
Голландское управление продлилось недолго — 27 августа 1664 года четыре английских фрегата под командованием Ричарда Николса без объявления войны вошли в гавань Нового Амстердама и потребовали от Стёйвесанта капитуляции. Тот, не видя возможности сопротивляться, сдал город и все Новые Нидерланды англичанам на условии сохранения ими свободы вероисповедания. После этого Николс отправил под руководством Роберта Карра экспедицию на территорию современного Делавэра, в результате которой эти земли были разграблены.
Право собственности на землю, впоследствии ставшую штатом Делавэр, было в 1682 году пожаловано Яковом, Герцогом Йоркским (впоследствии ставшим королём Англии Яковом Вторым), Уильяму Пенну. Эта земля в то время являлась частью колонии Пенсильвания, но в 1704 году «три нижних графства» обзавелись отдельным законодательным органом, а в 1710-м — своим исполнительным советом.
Однако Сесил Калверт, второй барон Балтимора из Мэриленда, также предъявил свои права на южную часть Пенсильвании и большую часть Делавэра. Судебное разбирательство между Пеном и Балтимором (и их наследниками) продолжалось в Суде Лорда-Канцлера в Лондоне более ста лет. Спор завершился мировым соглашением наследников, согласившихся на новую землемерную съемку, результатом которой явилась так называемая Линия Мэйсона — Диксона, возникшая в результате съёмки, проведённой Чарльсом Мэйсоном и Джеремией Диксоном в период с 1763 по 1767 годы. Часть этой линии теперь является границей, разделяющей штаты Мэриленд (находится к западу от линии) и Делавэр. Другая часть разделяет Делавэр (находится к югу от линии) и Пенсильванию. Спор насчёт этой части границы, известной как «Клин», закончился только в 1921 году. Линия Мэйсона-Диксона и другие линии, определяющие современную границу между Мэрилендом и Делавэром, проходят и по нескольким городам, так что люди, живущие на одной улице, могут жить в разных штатах. В настоящее время сохранилось около 80 известняковых маркеров, установленных во время землемерной съёмки Мэйсона-Диксона.
Делавэр был одной из 13 колоний, взбунтовавшихся против британского владычества во время Войны за независимость. Война началась в 1775 году, и после её начала три округа стали «Делавэрским штатом». В 1776 году это образование приняло свою первую конституцию и объявило, что является штатом Делавэр. Первые губернаторы носили титул «Президент штата Делавэр». Новая конституция в 1792 году отменила статус христианства как государственной религии.
Делавэр оказал значительное влияние на формулировку окончательного текста документа Конституции Соединённых Штатов Америки и стал первым штатом ратифицировавшим её.
Во время Гражданской войны Делавэр был рабовладельческим штатом, но в соответствии с результатами референдума остался в составе Союза. За два месяца до конца войны, 18 февраля 1865 года Делавэр проголосовал против Тринадцатой поправки к Конституции США, отменяющей рабство. Практических результатов это не принесло, так как достаточное число других штатов проголосовали за поправку, которая вступила в силу 18 декабря 1865 года, однако юридически эта поправка была ратифицирована штатом Делавэр только в 1901 году, то есть через 40 лет после того, как Авраам Линкольн выпустил Прокламацию об освобождении.

## География

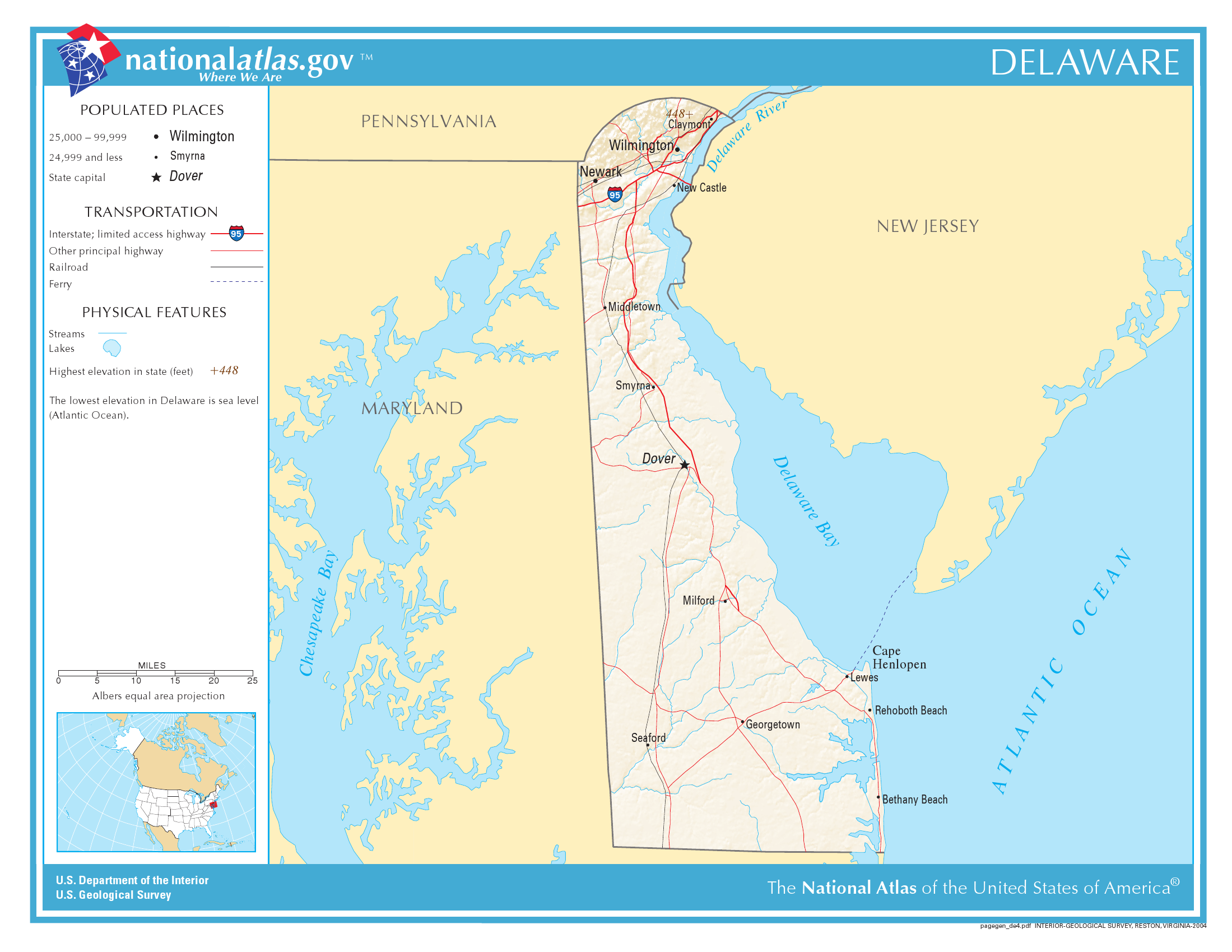
Карта штата Делавэр

Делавэр расположен на полуострове Делмарва, занимая территорию длиной 154 км и шириной от 14 до 56 км с общей площадью 5 060 км² (вместе с акваторией — 6 452 км²), что делает его вторым среди самых маленьких штатов страны после Род-Айленда). С юга и запада его территория ограничена Мэрилендом, с севера — Пенсильванией, а с востока — Нью-Джерси (граница с ним проходит преимущественно по реке Делавэр, порой выступая на её восточное побережье), заливом Делавэр и Атлантическим океаном. Необычной является граница Делавэра с Пенсильванией — большая её часть имеет дугообразную форму. Обычно она описывается как дуга от круга радиусом 19,4 км, центр которого расположен на куполе здания суда города Нью-Касл и известна как Двенадцатимильный круг. Это единственная округлая граница штата США.

### Топография
Делавэр расположен на равнине. На самом севере штата проходит холмистое предгорье Аппалачей плато Пидмонт, на котором расположена наивысшая точка штата — Элбрайтский азимут, находящийся лишь в 136,5 м над уровнем моря — ниже максимального возвышения любого другого штата США (кроме Флориды). Единственная пещера штата — Бивер-Валли — расположена в округе Нью-Касл, недалеко от Уилмингтона и рядом с границей штата с Пенсильванией. Примерно вдоль 2-й трассы Делавэра между Ньюарком и Уилмингтоном проходит Приатлантическая линия водопадов — зона соприкосновения сложенного из твёрдых кристаллических пород Пидмонта и лежащей на мягких осадочных породах Приатлантической низменности, где берущие начало на плато реки образуют небольшие водопады. Вдоль западной границы штата идёт водораздельный гребень высотой 23—24 м, отделяющий друг от друга водосборные площади, питающие реку Делавэр и Делавэрский залив на востоке и Чесапикский залив на западе.

### Климат
Климат Делавэра — умеренный морской, находится под сильным влиянием Атлантического океана. Делавэр является переходной зоной от влажного субтропического к континентальному климату. Несмотря на малую протяжённость штата в меридиональном направлении (менее 160 км), имеются довольно значительные вариации в средних температурах и величине снежного покрова между северными и южными районами Делавэра. Самая высокая температура штата была зафиксирована в городе Милсборо 21 июля 1930 года и составила +43 °С; самая холодная температура была зафиксирована в том же городке 17 января 1893 года и составила −27 °C.

### Города
В Делавэре насчитывается 57 инкорпорированных населённых пунктов: городов, малых городов и деревень.

## Население

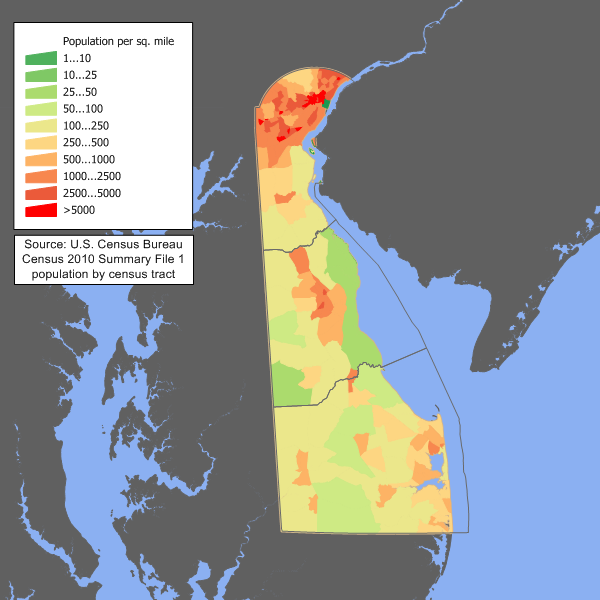
Карта плотности населения Делавэра

По данным Бюро переписи населения США на 1 июля 2011 года население штата составляет 907 135 человек. По данным переписи 2010 года оно составило 897 934 человека. Расовый состав представлен белыми (68,9 %), афроамериканцами (21,4 %), азиатами (3,2 %), коренными американцами — 0,5 %; представителями других рас — 3,4 %; 2-х и более рас — 2,7 %. Средняя плотность населения — 139,17 чел./км².
По данным на 2000 год около 91 % населения штата говорили дома на английском языке; около 5 % — на испанском; 0,7 % — на французском; по 0,5 % — на китайском и немецком.
Динамика численности населения:
- 1940: 266 505 чел.
- 1950: 318 085 чел.
- 1960: 446 292 чел.
- 1970: 548 104 чел.
- 1980: 594 338 чел.
- 1990: 666 168 чел.
- 2000: 783 600 чел.
- 2010: 897 934 чел.

## Экономика
В 2010 году ВВП штата составил 62,3 млрд долларов. Средний доход на душу населения составляет 34 199$ (9-е место в США). Средняя недельная зарплата — 937$ (7-е место в стране). Промышленность штата включает химическую, автомобильную, целлюлозно-бумажную, пищевую, производство изделий из пластика и резины. Сельское хозяйство включает производство молочных продуктов, сои, зерна, саженцев, выращивание домашней птицы.
На январь 2011 года уровень безработицы составлял 8,5 %.
В Делавэре выгодно заниматься бизнесом благодаря льготному налогообложению. Более половины всех публичных компаний США и 63 % компаний из списка Fortune 500 зарегистрированы в Делавэре. Привлекательность штата как корпоративного убежища во многом обусловлена благоприятным для бизнеса законом о корпорациях. В Делавэре зарегистрировано более миллиона корпораций, то есть корпораций больше, чем людей. Основными иностранными инвесторами в Делавэр являются инвесторы из Великобритании, Германии, Нидерландов и Швейцарии.

## Административное деление
В административном отношении Делавэр делится на 3 округа: Кент, Нью-Касл и Сассекс. Количество округов — наименьшее из всех штатов страны.

## Право и административное устройство
Нынешняя конституция Делавэра, четвёртая по счёту, была принята в 1897 году и предусматривает разделение власти на законодательную, исполнительную и судебную. Законодательный орган состоит из Палаты представителей (41 член) и Сената (21 член). Главой исполнительной власти является Губернатор штата Делавэр. Высшим судом в системе судов штата является Верховный Суд.
Делавэр является одним из немногих штатов, где до сих пор сохранился так называемый Канцлерский суд, рассматривающий споры, вытекающие из «права справедливости».
Считается, что законодательство Делавэра является самым удобным с точки зрения бизнеса, особенно — крупных управляющих корпораций. Это, и наличие специального суда, судьи которого специализируются на спорах с участием компаний, является причиной того, что большинство крупных и крупнейших корпораций США зарегистрированы в штате Делавэр, даже если они и расположены в других штатах.
Однако Делавэр критикуют за то, что зарегистрированные в этом штате компании зачастую используются для коррупции и отмывания средств, полученных преступным путём.

## Достопримечательности

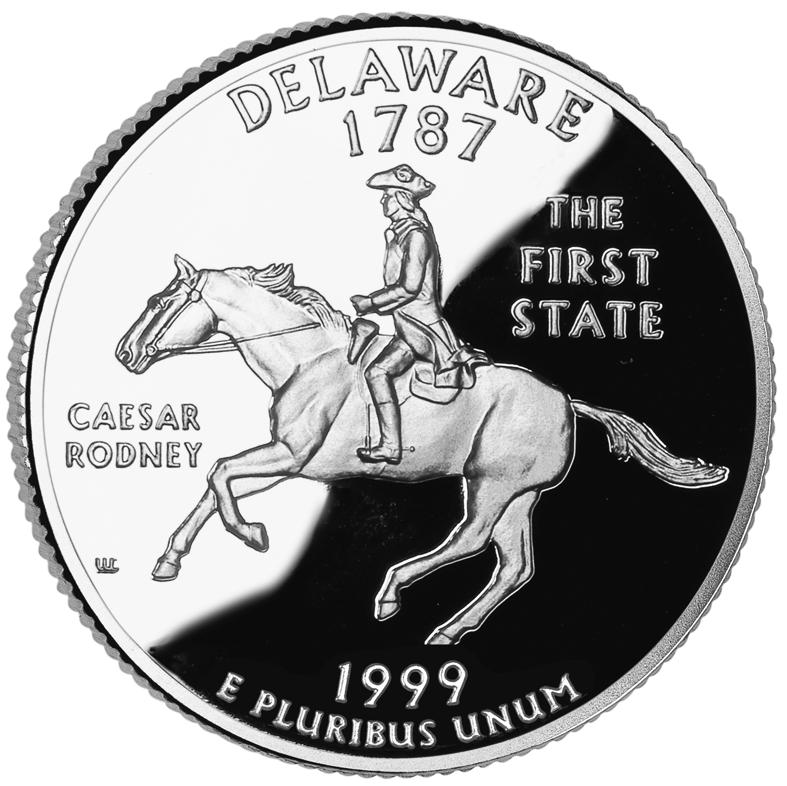
Монета 25 центов, посвящённая штату

В Делавэре есть несколько музеев, природных заповедников, парков, памятных зданий, маяков и других исторических мест. В штате находится второй самый длинный двухпролётный подвесной мост в мире, Мемориальный мост Делавэра.
Рехобот-Бич вместе с городами Льюис, Дьюи-Бич, Бетани-Бич, Южный Бетани и Фенвик-Айленд образует сеть Делавэрских пляжных курортов.
В Делавэре проводится несколько фестивалей и праздников. Самые примечательные из них — Риверфест в городе Сифорд, Фестиваль шоколада в Рехобот-Бич, Джазовые похороны в Бетани-Бич, отмечающие окончание лета, и другие.